# Isla de las Orquídeas (Taiwán)
La isla de las Orquídeas (en chino: 蘭嶼; pinyin: Lán Yǔ; en lengua yami: Ponso no Tao o Pongso no Tao) es una isla volcánica de 45 km² localizada en la costa sureste de la isla de Taiwán separada de las islas Batanes de Filipinas por el canal de Bashi del estrecho de Luzón. Es administrada como parte del municipio Lanyu del Distrito de Taitung.
La isla está habitada por los tao, un grupo étnico minoritario que emigró a la isla hace unos seis milenios, proveniente del archipiélago de Batán. De una población total actual de 5036 habitantes, aproximadamente 4200 pertenecen al pueblo indígena tao y los 800 restantes son principalmente chinos de etnia han.

## Toponimia
La Isla Orquídea es conocida por los indígenas tao de la isla como Pongso no Tao ("isla de los seres humanos"). También era conocida por el pueblo tao como Ma'ataw ("flotante en el mar") o Irala ("frente a la montaña"): este último topónimo contrasta con el nombre tao para el continente taiwanés: "Ilaod" ("hacia el mar").
En el siglo XVII, apareció en los mapas japoneses como "Tabako", un término tomado prestado del francés y del inglés como "Tabaco". Los filipinos todavía conocen a la isla como Botel Tobago, un topónimo que también se usaba anteriormente en inglés. La Isla de las Orquídeas Menores también era conocida como "Pequeño Botel-Tobago" (Little Botel-Tobago).
"Isla Orquídea" es un calco del nombre chino 蘭嶼 (escrito en caracteres tradicionales), aunque estrictamente el segundo carácter significa un islote en lugar de una isla. El nombre honra a las orquídeas Phalaenopsis locales y fue establecido por el gobierno de la República de China en 1947.
A veces, también se la conoce como Lanyu o Lan Yu, derivado de la romanización pinyin de la lectura mandarín del nombre (chino mandarín: 蘭嶼; pinyin: Lányǔ).
Los chinos conocían anteriormente la isla como "Isla Pelirroja" (chino mandarín: 紅頭嶼; pinyin: Hóngtóuyǔ; Pe̍h-ōe-jī: Lân-sū), en referencia a los picos montañosos del noroeste de la isla, que se asemejan a cabezas humanas rojas cuando quedan iluminados por el sol poniente. Estos caracteres fueron tomados prestados del japonés como Kōtōsho durante su gobierno en Taiwán.

## Historia
Según estudios genéticos, la isla de las Orquídeas fue colonizada por los antepasados del pueblo tao durante la expansión austronesia (aproximadamente hacia el 4000 a. C.) desde Taiwán. Mantuvieron un estrecho contacto a través del comercio y los matrimonios mixtos con el pueblo ivatan, que vive en las vecinas islas Batanes de Filipinas. 
La isla aparece por primera vez en mapas del siglo XVII, cuando fue descubierta por marineros japoneses.
En 1867, fue visitada por un grupo de topógrafos del HMS Sylvia en 1867. A principios de la década de 1870, William Campbell, un misionero presbiteriano escocés, vio la isla a bordo del Daphne y escribió:
Tuvimos una travesía muy tormentosa, tanto es así, que mi criado y el predicador chino (Chiu Paw-ha) que me acompañaba, estuvieron muertos enfermos durante los siete días que estuvimos en el mar. Mientras trabajábamos frente a la isla de Botel Tobago, nuestra vela mayor se rompió en pedazos; y, durante varios días, todos los demás grandes mares que enfrentamos amenazaron con hundirnos. Lo lamenté por los pobres marineros, que tenían que trabajar duro y contentarse con breves momentos de tiempo para comer y dormir. Sólo a través de repetidas mojadas y agarrándome firmemente logré tener una buena visión de la tierra que de vez en cuando aparecía a la vista.
A partir del 19 de enero de 1946, después de que la República de China se apoderara de Taiwán, la isla fue administrada como el "municipio" de Hong-tou-yu, perteneciente al condado de Taitung, pero las restricciones japonesas a los visitantes siguieron vigentes. Debido a estas políticas, los tao siguen teniendo las tradiciones mejor conservadas entre los aborígenes taiwaneses, y ello a pesar de que desde 1967 se puso fin a la prohibición de levantar asentamientos en la isla y se permitió abrirla al turismo. También desde 1967 se han construido escuelas en la isla y la educación en mandarín se ha convertido en obligatoria.
En 1982 se construyó una instalación de almacenamiento de desechos nucleares sin consultar previamente a los habitantes de la isla. La planta recibe desechos nucleares de las tres plantas de energía nuclear de Taiwán, todas operadas por la empresa estatal Taiwan Power Company. En el complejo de Lanyu se han almacenado unos 100 000 barriles de residuos nucleares. En 2002 y 2012, hubo grandes protestas de los residentes locales, pidiendo a Taipower que retirara los residuos de la isla.